# Petr Matoušek (cyklista)
Petr Matoušek (19. prosince 1949 Zbrašov – 17. února 2025) byl československý reprezentant v silniční cyklistice a účastník olympijských her.

## Mistrovství světa
- Mistrovství světa v silniční cyklistice mužů – časovka družstev, Leicester, Anglie 1970, 2 místo
- Mistrovství světa v silniční cyklistice mužů – časovka družstev, Yvoir, Belgie, 1975, 3. místo

## Olympijské hry
- Cyklistika silniční, silniční závod LOH 1972 Mnichov, 47. místo
- Cyklistika silniční, silniční závod družstev LOH 1972 Mnichov, 13. místo
- Cyklistika silniční, silniční závod LOH 1976 Montreal, nedokončil
- Cyklistika silniční, silniční závod družstev LOH 1976 Montreal, 5. místo